# آيت رحو (مجاط)
آيت رحو هي إحدى مشيخات المملكة المغربية، تتبع جغرافيا لعمالة مكناس وإداريًا لمجاط. يقدر عدد سكانها بـ 7905 نسمة حسب الإحصاء الرسمي للسكان والسكنى لسنة 2004.